# Lasius flavescens
Lasius flavescens är en myrart som beskrevs av Auguste-Henri Forel 1904. Lasius flavescens ingår i släktet Lasius och familjen myror. Inga underarter finns listade i Catalogue of Life.